# 齊格勒山
77°13′S 143°3′W / 77.217°S 143.050°W
齊格勒山（英語：Mount Zeigler）是南極洲的山峰，位於瑪麗伯德地，屬於福特山脈中阿拉格尼山脈的一部分，處於斯沃特利山東北面4.8公里，海拔高度1,120米，美國地質調查局根據測量和該國海軍的空中照片繪入地圖。